# Auguste Rodin
François-Auguste-René Rodin, född 12 november 1840 i Paris, död 17 november 1917 i Meudon i Frankrike, var en fransk skulptör, tecknare, grafiker och fotograf.
Fastän Auguste Rodin allmänt betraktas som fadern till modern skulptur, saknade han målsättningen att revoltera mot det förflutna. Han hade en traditionell skolning, uppfattade sin konst som hantverk, och sökte akademiskt erkännande, dock utan att bli antagen vid någon av de mera framstående målarakademierna i Paris.
Skulpturellt sett ägde Rodin en unik förmåga att forma sammansatta, omvälvande, djupt utskurna ytor i lera. Många av hans mest berömda skulpturer kritiserades vitt under hans livstid. De bröt mot den rådande traditionen i figurativ skulptur, i vilken verken är dekorativa, formaliserade eller mycket tematiska. Rodins mest originella verk fjärmade sig från traditionella mytologiska och allegoriska temata, avbildade den mänskliga kroppen realistiskt, och hyllade egenartade karaktärer och fysiologi. Rodin var känslig för kontroverserna runt sitt arbete, men vägrade ändra stil. Stilen kom framgent att öka avståndet till den gällande ordningen.
Från den oväntade realismen i sina första större verk - inspirerad av en resa till Italien 1875 - till de okonventionella minnesmärkena vilka sedermera försörjde honom, fick han erfara hur hans rykte växte tills han blev den mest framstående franska skulptören under sin samtid. Förmögna privata samlare sökte hans verk efter världsutställningen 1900, och han frotterade sig med en mängd berömda intellektuella och konstnärer. Han gifte sig med sin livsvän Rose Beuret under det sista året av deras liv. Efter hans död 1917 minskade skulpturerna i popularitet, men inom något årtionde var hans betydelse befäst. Rodin har förblivit en av få skulptörer som också har ett känt namn utanför konstvärlden.

## Biografi

### Formativa år
Auguste Rodin föddes 1840 i en arbetarklassfamilj i Paris, såsom den andra sonen till Marie Cheffer och Jean-Baptiste Rodin som var kontorist vid en polisstation. Han var i stort sett självlärd, och började teckna vid tio års ålder. Mellan fjorton och sjutton års ålder gick Rodin Petite École, en skola inriktad på konst och matematik, där han studerade teckning och målning. Hans teckningslärare, Horace Lecoq de Boisbaudran, undervisade enligt sin tro att eleverna först måste utveckla sina personligheter så att de därefter skulle kunna se med egna ögon och teckna efter sina erfarenheter. Rodin skulle fortsätta tala varmt om sin lärare långt senare i livet. Det var vid Petite École som han först träffade Jules Dalou och Alphonse Legros.

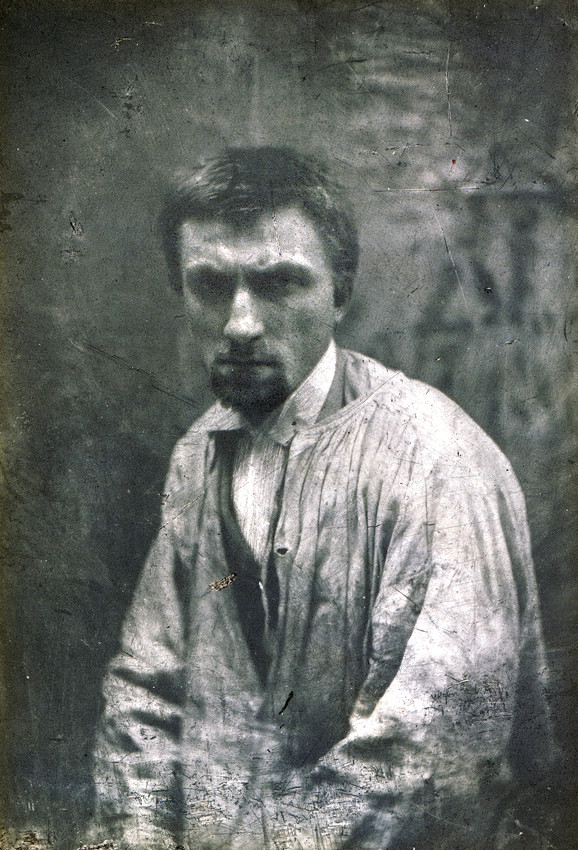
Rodin cirka 1862.

År 1857 färdigställde Rodin en lermodell av en bekant som arbetsprov till antagningen till Grand École, men antogs inte, och likaledes två prov senare misslyckades. Med tanke på att antagningskraven till Grand École inte var särskilt höga, var avslagen mycket nedslående. Rodins oförmåga att nå inträde torde ha berott på bedömarnas nyklassiska smak, eftersom Rodin å sin sida var skolad i den lätta 1700-talsskulpturens stil. Sedan Rodin gått ut Petite École 1857 försörjde han sig som hantverkare och ornamentör i nästan två årtionden varmed han skapade dekorationer och arkitekturella utsmyckningar.
Rodins syster Maria, som var två år äldre, avled av bukhinneinflammation i ett kloster 1862. Hennes död tog honom mycket hårt och han anklagade sig själv för att ha presenterat henne för en otrogen friare. Till följd av detta drog han sig undan konsten för att under en kort stund vara medlem av den katolska klosterorden Eukaristinerna. Ordens ledare och grundare, Pierre-Julien Eymard, lade märke till Rodins talang och Rodin, som insåg att han saknade kallelsen till klosterlivet, återgick till skulpturen. Han fortsatte arbeta som dekoratör samtidigt som han tog undervisning hos djurskulptören Antoine-Louis Barye. Lärarens förmåga till detaljer - han kunde slutligen återge djurens muskulatur i rörelse - påverkade Rodin djupt.
År 1864 började Rodin leva med en ung sömmerska vid namn Rose Beuret, med vilken han skulle sammanleva i olika relationsformer under resten av sitt liv. Paret fick en son, Auguste-Eugène Beuret (1866–1934). Samma år sonen föddes kunde Rodin ställa ut sitt första verk, och upptogs i Albert-Ernest Carrier-Belleuse konstnärsstudio. Denne var en framgångsrik massproducent av objets d'art. Rodin var hans chefsassistent till 1870, och utformade takdekorationer, samt utsmyckningar till trappor och dörrar. Med utbrottet av fransk-tyska kriget inkallades Rodin i det franska nationalgardet, men tjänstgöringen blev kortvarig på grund av hans närsynthet. kriget ledde till en nedgång i affärerna med dekorationer och Rodin var tvungen att försörja sin familj; fattigdomen var ständigt hotande tills han var omkring 30. Carrier-Belleuse bad honom snart att följa med honom till Belgien där de skulle arbeta med ornamenteringen till Bryssels börshus.
Rodin avsåg stanna i Belgien i några månader, men kom att tillbringa de följande sex åren utanför Frankrike. Det var en väsentlig del av hans liv. Han hade förvärvat färdigheter och erfarenheter som hantverkare, men ingen hade sett hans konst som blev kvar i hans verkstad eftersom han inte hade råd med visningar. Fastän hans samarbete med Carrier-Belleuse rann ut i sanden, fann Rodin annat arbete i Bryssel, visade en del skulpturer på mindre gallerier, och hans livskamrat Rose flyttade snart efter honom dit. Efter att ha samlat pengar till resa, begav sig Rodin 1875 på en två månader vistelse till Italien där han särskilt ägnade sig åt Donatellos och Michelangelos arbeten. Dessa båda hade ett genomgripande inflytande på hans konstnärliga utveckling. Rodin sa själv: "Det är Michelangelo som har befriat mig från akademisk skulptur." Tillbaka i Belgien började han arbeta på L'age d'airain (Bronsåldern), en mansfigur i naturlig storlek vars realism gav Rodin uppmärksamhet men som orsakade honom anklagelser om fusk.

### Artistiskt oberoende
Rose Beuret och Rodin återvände till Paris 1877 och flyttade in i en liten lägenhet vid Rive Gauche. Otur förföljde Rodin: hans mor, som hade velat se sin son gifta sig, var död och hans far var blind och gammal och togs omhand av Rodins svägerska, tant Thérèse. Rodins elvaårige son Auguste, som troligen var utvecklingsstörd, stod också under Thérèses vård. Rodin försköt praktiskt taget sin son i sex år, och skulle livet ut ha litet umgänge med honom. Rodins far och son flyttade nu in i parets hem, med Thérèse som vårdare. De anklagelser om fusk som omgav Bronsåldern fortsatte. Rodin sökte i tilltagande grad andra kvinnors tröst i Paris medan Rose höll sig i bakgrunden.
Auguste Rodin tjänade sitt levebröd genom att samarbeta med etablerade skulptörer i offentliga uppdrag, huvudsakligen minnesmärken och nybarocka arkitekturella styckverk i Carpeaux-stil. I tävlingen om uppdragen utförde han modeller av Denis Diderot, Jean-Jacques Rousseau, och Lazare Carnot, till ingen nytta. På fritiden arbetade han på de studier som ledde honom till hans nästa viktiga arbete, Johannes döparen predikar.

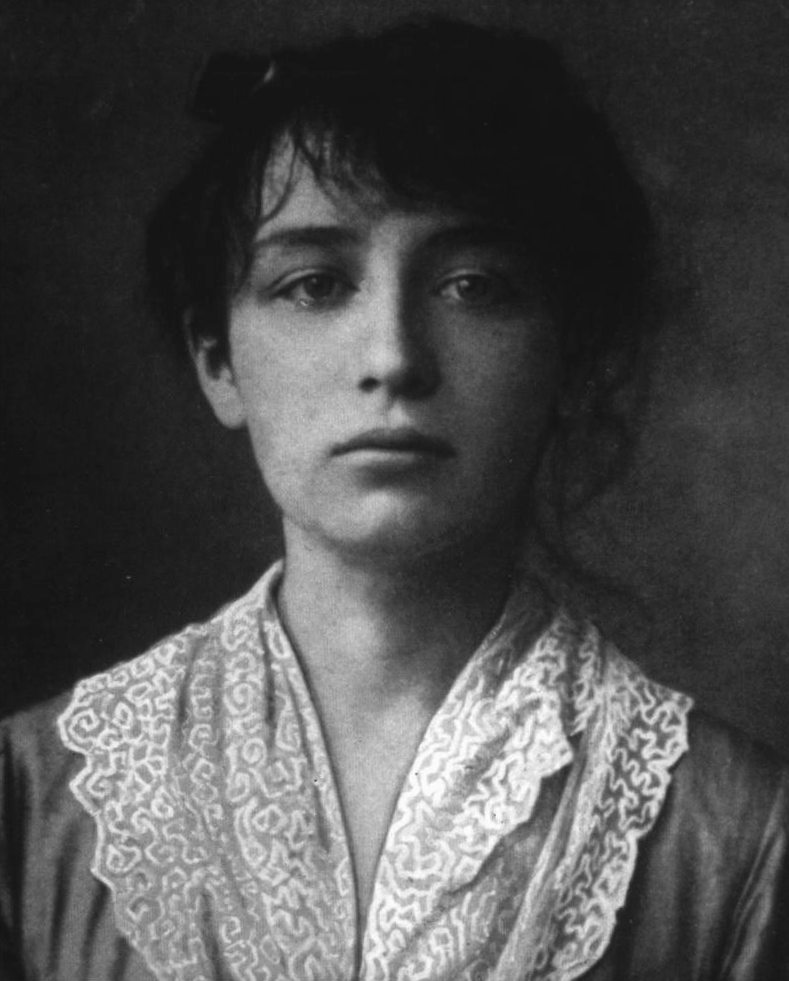
Camille Claudel (1864–1943)

År 1880 erbjöd Carrier-Belleuse – som nu var art director vid den nationella porslinsfabriken i Sèvres - Rodin tjänst som deltidsanställd designer. Erbjudandet var en gest av försoning och Rodin accepterade det. Den del av Rodin som hänfördes av stilen från 1700-talet jublade och han grottade ner sig i designer till vaser och bordsprydnader vilka gav fabriken ett ansett namn i Europa.

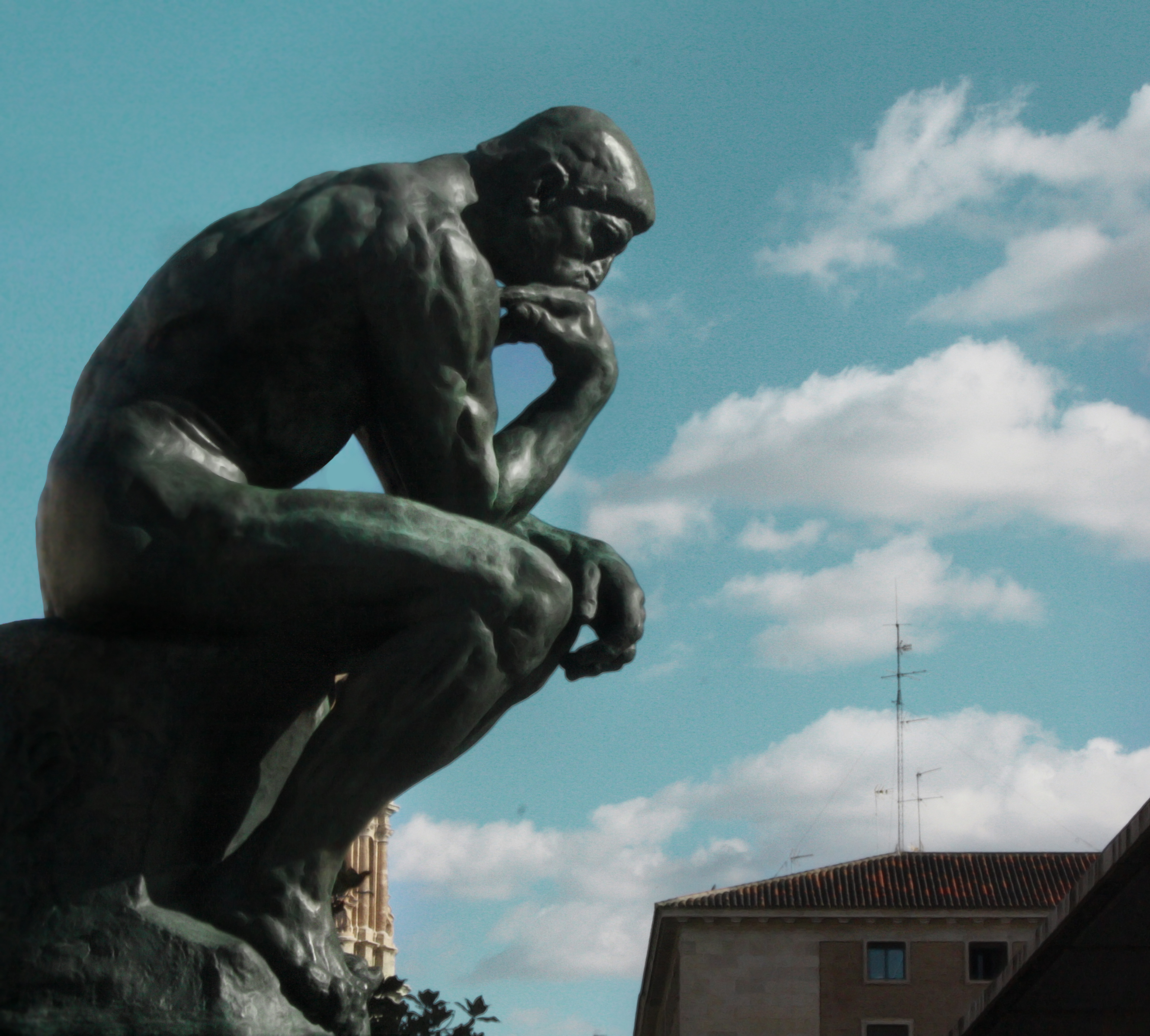
Rodins Tänkaren (1879–1889) är en av hans mest berömda skulpturer.

Konstnärsvärlden uppskattade hans verk i denna anda, och Rodin bjöds in till Paris av vänner som författaren Léon Cladel. Under han tidiga framträdanden vid sådana sociala sammankomster föreföll Rodin blyg; under sina sista år då han gjort sig ett större namn, framträdde han däremot med den talförhet och det temperament som han är mer omtalad för. Den franske statsmannen Leon Gambetta uttryckte en önskan att få träffa Rodin, och skulptören gjorde intryck på honom när de möttes på en salong. Gambetta talade om Rodin med flera ministrar i regeringen, troligen även med Edmond Turquet som var undersekreterare vid departementet för de sköna konsterna vilken Rodin så småningom mötte.
Rodins bekantskap med Turquet lönade sig: genom denne vann han 1880 uppdraget att skapa en portal till ett planerat museum för dekorativ konst. Rodin ägnade mycket tid de följande fyra årtiondena åt sin välutsmyckade La Porte de l'Enfer (Helvetets portar), en ofullbordad portal till ett museum som aldrig byggdes. Många av portalens figurer blev själva skulpturer, däribland Rodins mest berömda Le Penseur (Tänkaren) och Le Baiser (Kyssen). Med uppdraget för museet kom en betald studio, vilket gav Rodin en större konstnärlig frihet. Han kunde snart sluta sitt arbete på porslinsfabriken; hans inkomster kom från egna uppdrag.
År 1883 gick Rodin med på att vikariera för skulptören Alfred Boucher under en kurs, och där mötte han den artonåriga Camille Claudel. De inledde ett passionerat men stormigt kärleksförhållande, och påverkade varandra artistiskt. Claudel inspirerade Rodin som modell för flera figurer, och hon var en talangfull skulptör som assisterade honom på hans uppdrag.
Fastän han var upptagen med Helvetets portar vann Rodin också andra uppdrag. Han tog tillfället som gavs honom att skapa ett historiskt monument för staden Calais. 1891 utvaldes Rodin att utföra ett monument över författaren Honoré de Balzac. Hans utförande av båda dessa skulpturer stred mot rådande stil och mötte i varierande grad missnöje från de organisationer som sponsrade uppdragen. Samtidigt vann Rodin stöd från diverse källor som styrde honom mot framtida framgång.
Parissalongen bjöd 1889 in Rodin som domare i en artistisk jury. Fastän Rodin avancerade i karriären, var det i privatlivet problem eftersom Claudel och Beuret i tilltagande grad började bli otåliga på hans dubbelliv. Claudel och Rodin delade en ateljé vid ett litet slott, men Rodin vägrade lösa banden med Beuret som varit hans trogna vän under de magra åren och som var mor till hans son. Under en bortavaro skrev Rodin till Beuret, "Jag tänker på hur mycket du måste ha älskat mig för att kunna uthärda min lynnighet /.../ jag förblir, i all ömhet, din Rodin". 1889 separerade Claudel och Rodin. Claudel drabbades av ett nervöst sammanbrott många år senare och togs in på hospital av sin familj där hon kvarblev till sin död.

## Verk

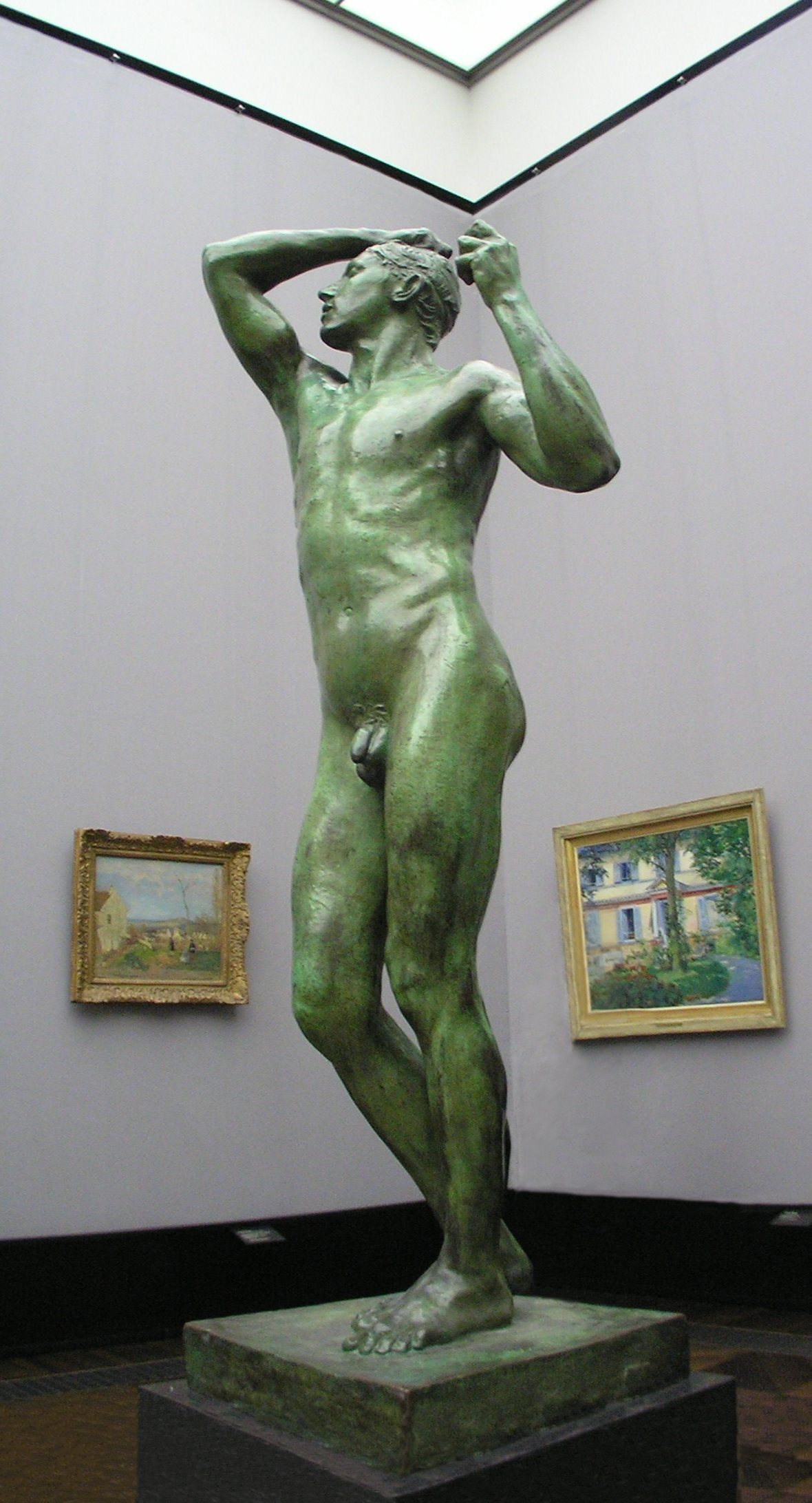
Bronsåldern (1877).

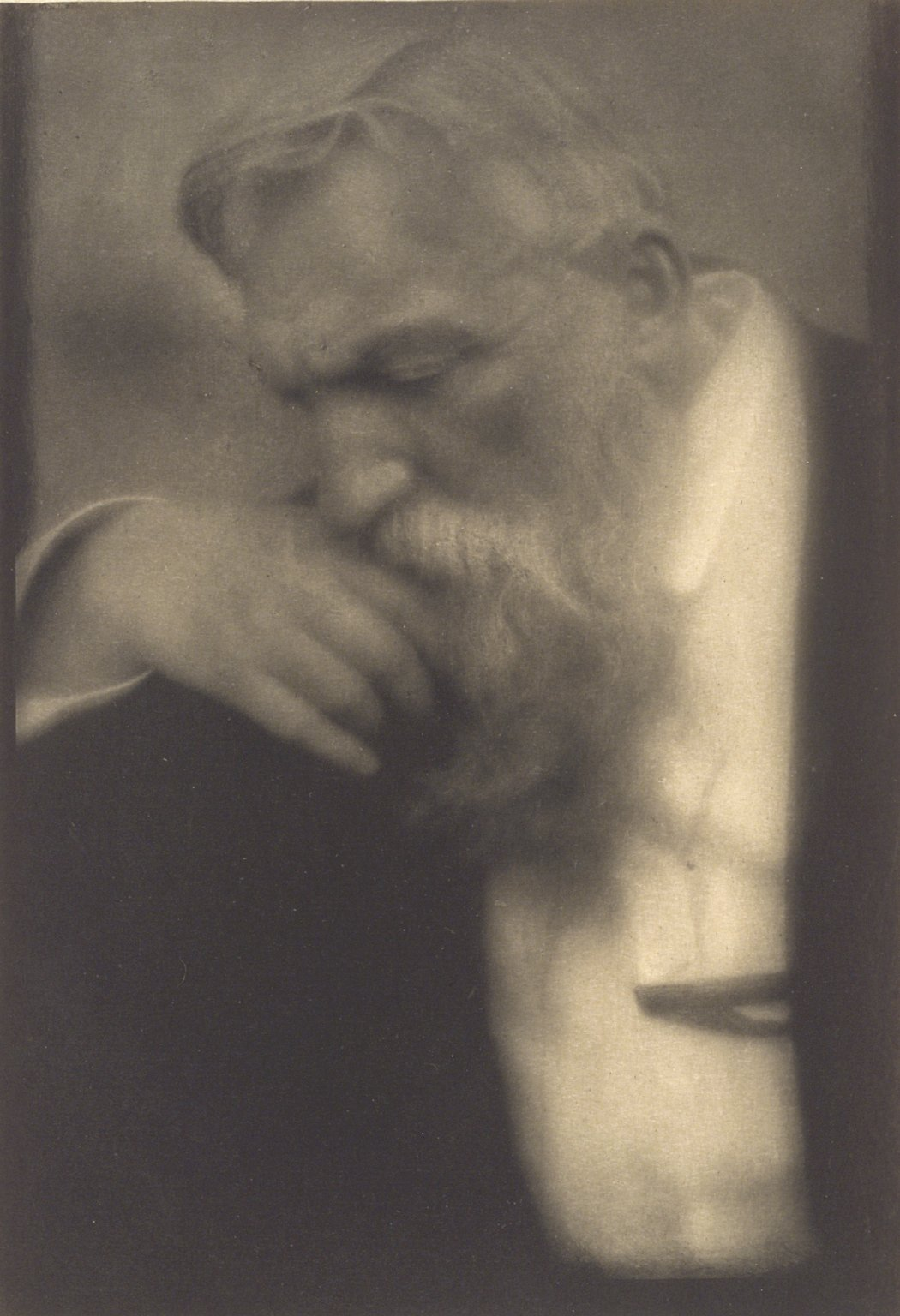
M. Auguste Rodin - fotografi av Edward Steichen, ca. 1911

Rodin upplät sitt första verk för offentlig visning 1864, för Parissalongen. Det var Mannen med bruten näsa. Modell för figuren var en äldre man i grannskapet som arbetade som bärare. Den okonventionella bronsstatyn var inte en traditionell byst, utan i stället hade huvudet "brutits av" vid nacken, näsan var tillplattad och sned, och bakhuvudet var borta sedan det rasat av lermodellen av misstag. Verket lade vikt vid textur och den känslomässiga stämning som modellen hade; det illustrerade det "ofärdiga" som skulle känneteckna många av Rodins senare skulpturer. Parissalongen refuserade stycket.

### Tidiga figurer: inspirationen från Italien
I Bryssel skapade Rodin sin första helkroppsfigur, Bronsåldern, sedan han återvänt från Italien. Modellen var en belgisk soldat, och figuren har hämtat inspiration från Michelangelos Den döende slaven som Rodin hade studerat vid Louvren. I ett försök att sammanföra Michelangelos överlägsna hantering av människokroppen med sin egen uppfattning om den mänskliga naturen, studerade Rodin sin modell från alla vinklar, vid vila och i rörelse; han byggde en stege för ytterligare perspektiv, och utförde lermodeller vilka han studerade i belysning av stearinljus. Resultatet var en välproportionerlig nakenfigur i naturlig storlek, i en okonventionell kroppshållning med sin högra hand på huvudet och sin vänstra arm lyft upp mot sidan.
År 1877 debuterade verket i Bryssel och visades därefter vid Parissalongen. Statyns synbara avsaknad av tema var ett bekymmer för kritikerna - vare sig mytologi eller någon ädel historisk händelse hade förevigats - och det är oklart vad Rodin hade för tematisk avsikt om det fanns någon. Han kallade verket först Den besegrade i vilken utformning den vänstra armen håller ett spjut, men tog sedan bort spjutet eftersom det skymde torson i vissa vinklar. Efter ytterligare två förslag på titlar, beslutade sig Rodin för Bronsåldern som syftade på epoken bronsåldern och föreställer med Rodins ord "en man som reser sig från naturen". Sedermera skulle Rodin dock säga att hans tanke var "bara en enkel man utan referens till något motiv".
Dess behärskning av form, ljus och skugga har gjort figuren i så hög grad verklighetstrogen att Rodin anklagades för att ha gjutit över en riktig människokropp (surmoulage). Rodin förnekade energiskt anklagelsen i tidningsartiklar och genom att visa fotografier på modellen för att bevisa skillnader mot skulpturen. Han begärde en utredning och friades så småningom av en kommitté som utgjordes av skulptörer. Sedan de falska anklagelserna dämts, polariserade skulpturen fortfarande kritikerna. Den hade knappt hunnit antas till visning vid Parissalongen förrän kritiker kallade den "en staty om en sömngångare" och hävdade att det var "en förbluffande sannfärdig kopia av en underlägsen person". Andra skyndade till försvar av verket och Rodins integritet. Regeringsministern Turquet beundrade verket och Bronsåldern köptes för 2200 franc av staten - vilket var vad den hade kostat Rodin i inköp av brons.

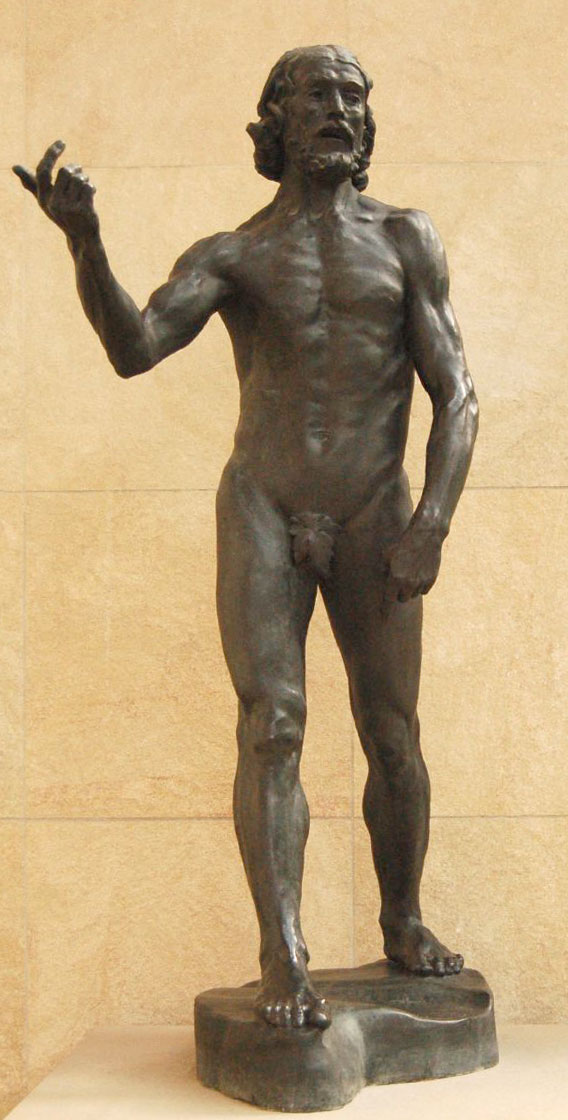
Johannes döparen predikar (1878).

Ännu en nakenfigur av en man, Johannes döparen predikar, avslutades 1878. Rodin hade försökt undvika att återigen anklagas för surmoulage genom att göra statyn större än naturlig storlek: Johannes döparen mäter cirka 200 centimeter. Medan Bronsåldern intar en statisk kroppshållning, gestikulerar Johannes döparen och verkar röra sig mot betraktaren. Statyn uppnår den annalkande effekten trots att figuren har båda fötterna på marken - en fysisk omöjlighet och ett tekniskt framsteg som undgick de flesta samtida kritiker. Rodin valde denna motsägelsefulla position för att, med sina egna ord, "åskådliggöra i samtidighet /.../ en synvinkel på ett objekt som i själva verket bara kan ses i det kommande.
Titeln till trots hade inte Johannes döparen predikar något religiöst tema. Modellen, en italiensk bonde som presenterade sig själv för Rodin i studion, ägde ett egenartat sinne för rörelse som Rodin kände sig manad att fånga. Rodin tänkte på Johannes döparen och fortsatte arbeta på den associationen intill han betitlade verket. 1880 erbjöd Rodin verket till Parissalongen. Kritikerna var fortfarande huvudsakligen avfärdande till det han utförde, men hans arbete tog tredje plats i salongens skulpturkategori.
Oavsett vilka recensioner Johannes döparen och Bronsåldern fått omedelbart, hade Rodin tagit ett steg mot att bli känd. Studenter sökte honom i hans studio, berömde hans verk och hånade anklagelserna om surmoulage. Konstnärsvärlden hade lärt sig hans namn.

### Helvetets portar

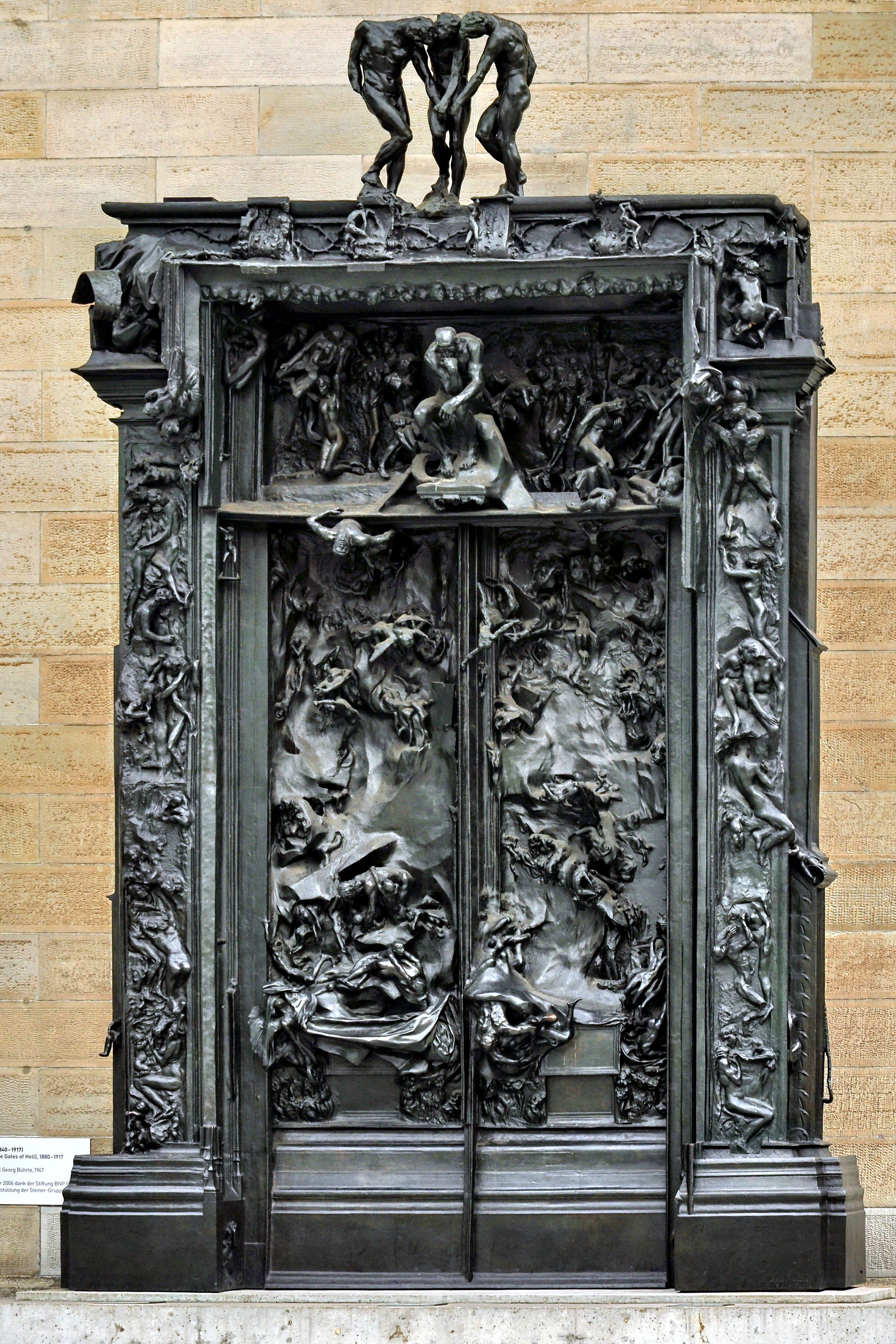
Helvetets portar (ofullbordad), Kunsthaus Zürich

Uppdraget att skapa en portal för ett planerat museum i Paris för dekorativ konst, gick till Rodin 1880. fastän museet aldrig uppfördes, arbetade Rodin återstoden av sitt liv på Helvetets portar, en monumental skulpturgrupp som avbildar scener ur Dantes Inferno i Divina comedia i högrelief. Rodin, som brukade sakna en tydlig arbetsgång för sina större verk, kompenserade bristerna med hårt arbete och en strävan efter perfektion.
Han utförde Helvetets portar med striden om surmoulage i färskt minne: "jag hade gjort Johannes döparen för att tysta [anklagelserna om att ha övergjutit en modell], men det lyckades bara delvis. För att en gång för alla bevisa att jag kunde göra levande skulpturer på samma sätt som andra skulptörer bestämde jag mig /.../ för att göra figurerna på dörrarna mindre än naturlig storlek." Kompositionens regler tillät en kaotisk och otämjd föreställning om helvetet. Figurerna och grupperna gestaltar Rodins reflexion över människans villkor, och är därför fysiskt och moraliskt isolerade från varandra i sina respektive straff.
Helvetets portar innehåller 186 figurer i dess slutliga form. Många av Rodins bäst kända skulpturer påbörjades som figurer för denna komposition, såsom Tänkaren, De tre nyanser, och Kyssen, och blev först senare separata och självständiga arbeten. Andra välkända verk som brutits ut ur Helvetets portar är Ugolino, Fugit Amor, Den fallande mannen, och Den förlorade sonen.
Tänkaren, som först kallades Poeten efter Dante, skulle komma att bli en av världens mest kända skulpturer. Originalet var en 700 millimeter hög bronssak som skapades mellan 1879 och 1889, ursprungligen för att ingå i överstycket till Helvetets portar, från vilket figuren skulle skåda ner på helvetet nedanför. Medan Tänkaren av allt att döma föreställer Dante, lär Rodin också ha syftat till att få in drag av Adam, Prometeus, och sig själv i figuren. Vissa bedömare har velat tona ned det påfallande intellektuella temat i Tänkaren, för att i stället ta fasta på figurens råa fysikalitet och den känslomässiga spänning som den utstrålar.

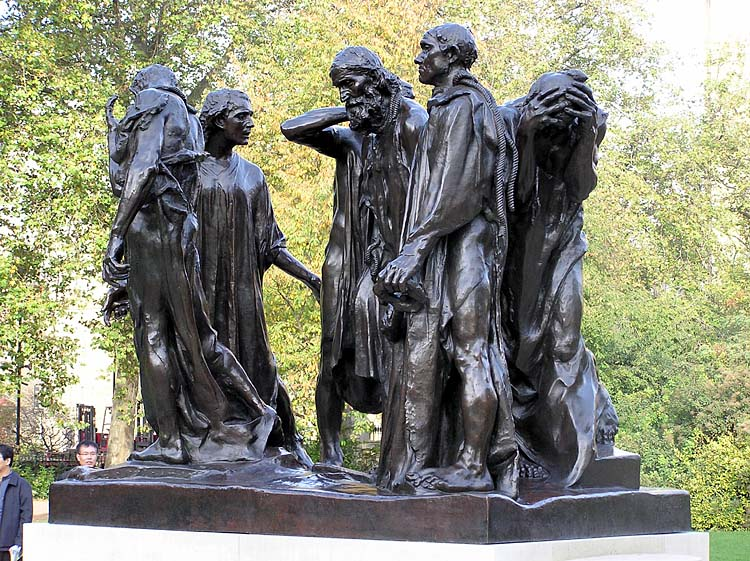
Borgarna i Calais (1884–ca. 1889) från Victoria Tower Gardens, London, England.

### Borgarna i Calais
Calais stad hade i årtionden övervägt att låta uppföra ett historiskt monument när Rodin fick höra talas om det. Han övertalade kommissionen med sitt intresse av medeltida motiv och patriotiska temata. Calais borgmästare var frestad att anställa Rodin på fläcken när han besökte dennes studio, och snart var minnesmärket godkänt med Rodin som arkitekt. Det skulle skildra sex stadsbor från Calais som offrat sina liv för att rädda de andra medborgarna.
Under Hundraårskriget belägrade den engelska armén under kung Edward III staden Calais, och kungen beordrade att medborgarna skulle dödas en masse. Han gick med på att skona dem om sex av de ledande borgarna skulle komma till honom och vara redo att dö, barhuvade och barfota och med rep runt sina nackar. När de anlände, beordrade kungen att de skulle avrättas, men benådade dem när hans drottning, Filippa av Hainaut, bad för deras liv. Borgarna i Calais skildrar männen när de beger sig av till kungens läger med nycklarna till stadsportarna och citadellet.
Rodin började arbetet 1884, påverkad av krönikor om belägringen av Jean Froissart. Fastän staden föreställde sig ett allegoriskt, heroiskt stycke med störst fokus på Eustache de Saint-Pierre, den äldste av de sex männen, utförde Rodin skulpturen som en studie över de olikartade och mångpräglade känslorna som alla de sex männen måste ha genomlidit. Efter ett års arbete var kommissionen inte imponerad av verkets utveckling. Rodin antydde att han var villig att avsluta projektet i stället för att ändra utformningen för att möta förväntningarna som kommitténs konservativa smak hade, men Calais bad honom då att fortsätta.
År 1889 visades Borgarna i Calais för första gången för allmänheten. Det var en bronsskulptur som väger närmare två ton och figurerna mäter 200 centimeter. De sex männen som porträtteras bildar inte en enad, hjältemodig frontlinje; var och en är snarare skild från medbröderna, var och en snärjd och tampandes med sitt öde. Rodin föreslog snart att monumentets höga piedestal skulle tas bort. Han ville flytta ner skulpturen på marken så att betraktaren skulle kunna "genomtränga de enskilda figurernas hjärtan". På marknivå får figurernas positioner betraktaren att gå runt verket, vilket förebådar deras rörelse framåt.
Kommittén var missnöjd med hans otraditionella begäran, men Rodin gav sig inte. 1895 lyckades Calais få upp statyn såsom de föredrog den: verket placerades framför en offentlig park på en hög plattform med ett högt järnstaket runt omkring. Rodin hade velat placera den nära stadshuset, där den kunde påverka offentligheten. Först efter första världskrigets härjningar, en tids förvaring, och Rodins död, skulle skulpturen visas som han avsett. Det är ett av Rodins mest kända och beundrade verk.

### Uppdrag och kontroverser

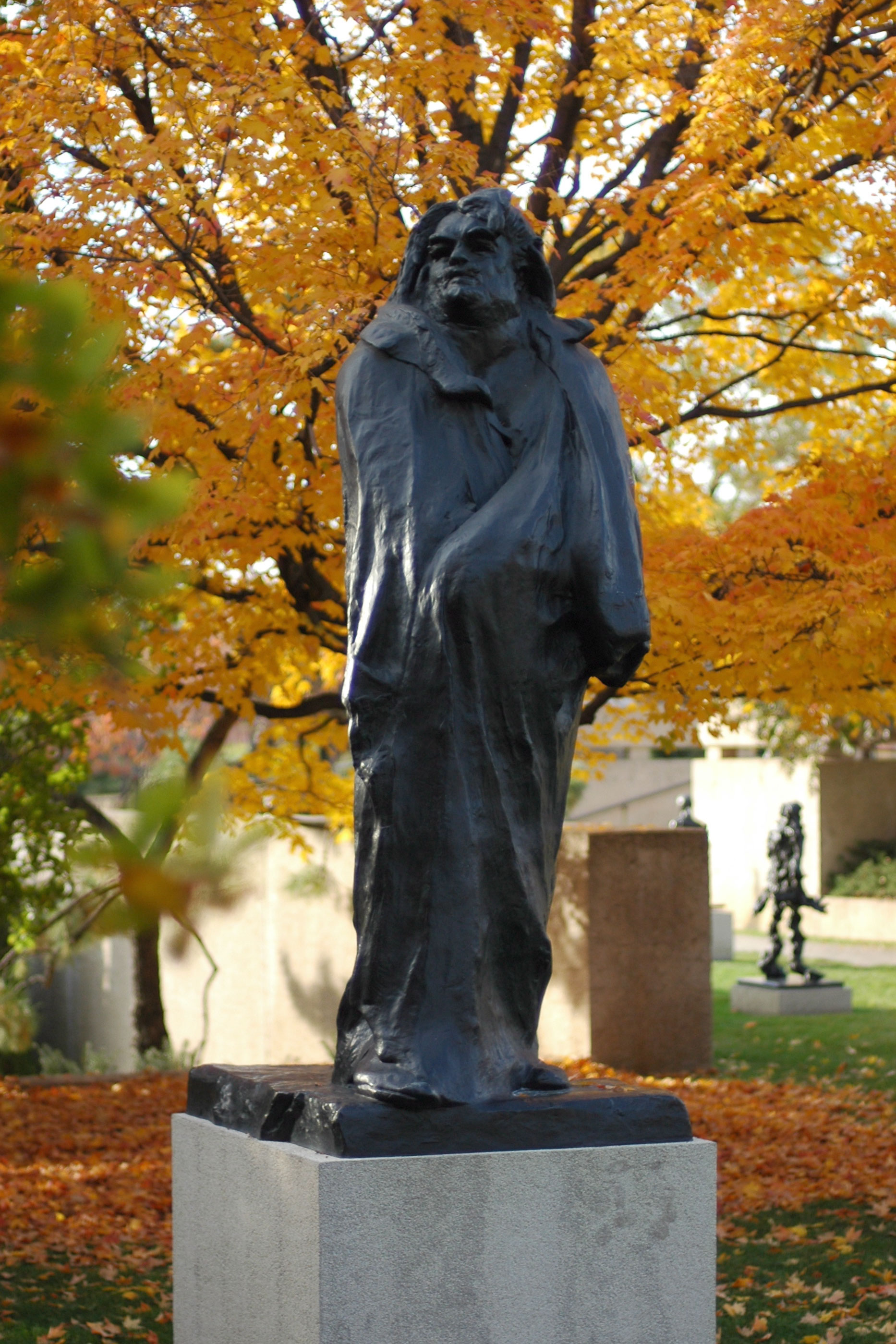
Monument över Balzac (1891–1898)

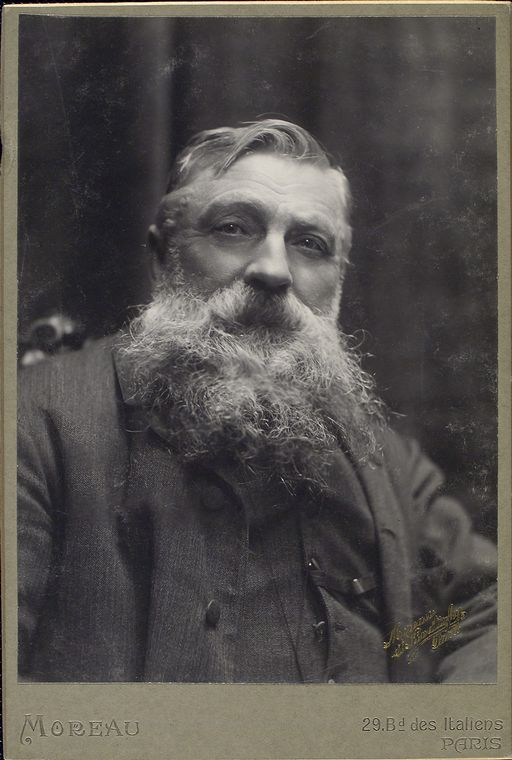
Rodin i medelåldern.

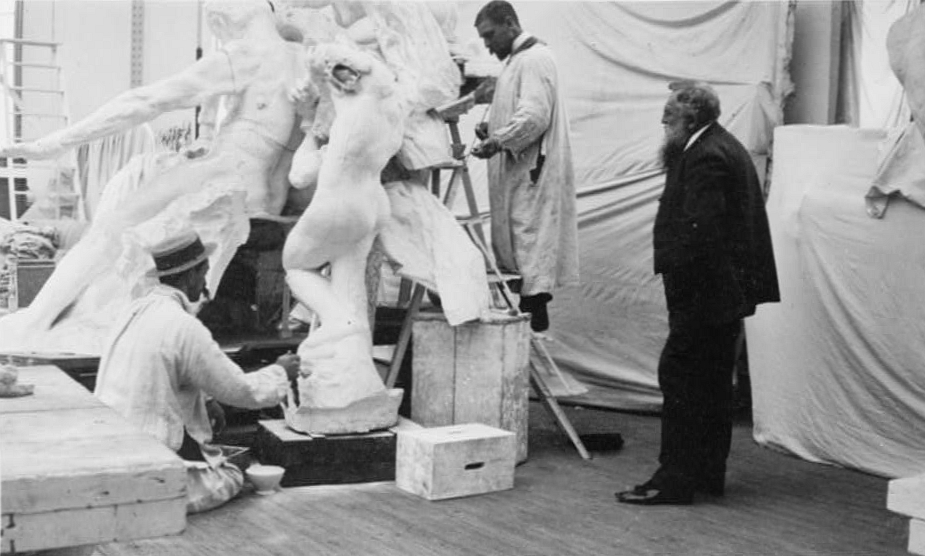
Rodin överser arbetet på monumentet över Victor Hugo i sin studio med sin assistent Henri Lebossé år 1896

Anställd att utföra ett monument över den franske författaren Victor Hugo 1889, fick Rodin djupstudera ämnet "konstnär och musa". Liksom många av Rodins offentliga uppdrag, möttes Monument över Victor Hugo av motstånd eftersom det inte passade den konventionella smaken. I en kommentar över detta monument av Rodin skrev The Times 1909 att "det är ibland inte helt utan orsak som det klagats på att [Rodin] inte anpassat utförande efter medium, och hävdats att dessa fall skymmer hans väldiga tekniska mäktighet. Gipsfiguren avgöts inte i brons förrän 1964.
Ett författarsällskap i Paris, Société des Gens des Lettres, planerade ett monument över den franske författaren Honoré de Balzac direkt efter hans död 1850. Sällskapet gav Rodin i uppdrag att utföra minnesmärket 1891, och Rodin tillbringade många år med att utveckla idén till sin skulptur. Det var en utmaning att hitta en passande återgivning av författarens runda figur, varför Rodin fick pröva sig fram med flera studier: porträtt, samt nakna och påklädda helkroppsfigurer, däribland iklädd en kappa som Balzac hade ägt. Den skulptur som utfördes skildrar en draperad Balzac som med kraftfull blick skådar ut i fjärran med urmejslade och urholkade drag. Rodins avsikt hade varit att gestalta Balzac under skapelseprocessen; att uttrycka mod, arbete och kamp.
När Balzac visades offentligt 1898 var de negativa reaktionerna inte någon överraskning. Sällskapet refuserade verket, och pressen svämmade över av parodier. Morey kritiserade verket 1918 genom att säga: "det må komma en tid, och den tiden kommer tveklöst att komma, när det inte uppfattas outre att avbilda en framstående romanförfattare som en jättemask med morgonrock, men ännu i dessa dagar imponerar statyn på en som en klumpeduns." Sannerligen antyder en modern kritiker att Balzac är ett mästerverk.
Monumentet hade sina tillskyndare under Rodins dagar; ett manifest till hans försvar undertecknades av Claude Monet, Debussy, och den framtida premiärministern Georges Clemenceau, med många flera. I BBC:s serie Civilization hyllar konsthistorikern Kenneth Clark monumentet som "det största stycket skulptur från 1800-talet, ja kanske det största sedan Michelangelo. Hellre än att försöka övertyga skeptiker om monumentets förträfflighet, återbetalade Rodin sällskapet vad de betalat honom för uppdraget, och placerade figuren i sin trädgård. Efter denna erfarenhet färdigställde inte Rodin något offentligt uppdrag. Först 1939 göts Monument över Balzac i brons.

### Andra verk
Populariteten som Rodins mest berömda skulpturer åtnjuter har en tendens att överskugga hans sammantagna produktion. Han var en flitig konstnär som skapade tusentals byster, figurer och skulpturala fragment under mer än fem årtionden. Han målade i olja (i synnerhet i trettioårsåldern) och i vattenfärg. Musée Rodin har en samling på 7000 teckningar i krita och kol, och tretton kraftfulla torrnålsgravyrer. Han gjorde också en litografi.
Porträttmålning är en viktig del av Rodins samlade verk, vilka bidrog till att han erkändes, och gav honom ekonomiskt oberoende. Hans första skulptur var en byst över sin far 1860, och han utförde åtminstone 56 porträtt mellan 1877 till sin död 1917. Tidiga motiv var hans skulptörkollega Jules Dalou (1883) och Camille Claudel (1884).
Senare, när han fått erkännande, utförde Rodin byster över framstående samtida personer såsom den engelske politikern George Wyndham (1905), irländske författaren George Bernard Shaw (1906), österrikiske kompositören Gustav Mahler (1909), tidigare argentinske presidenten Domingo Faustino Sarmiento och franske statsmannen Georges Clemenceau (1911).
Hans odaterade teckning Studie av en kvinna naken, stående, armar höjda, händer korsade över huvudet är en av de 2012 i München återfunna konstverken hos Cornelius Gurlitt, som antas vara nazistiska stölder.

## Estetik

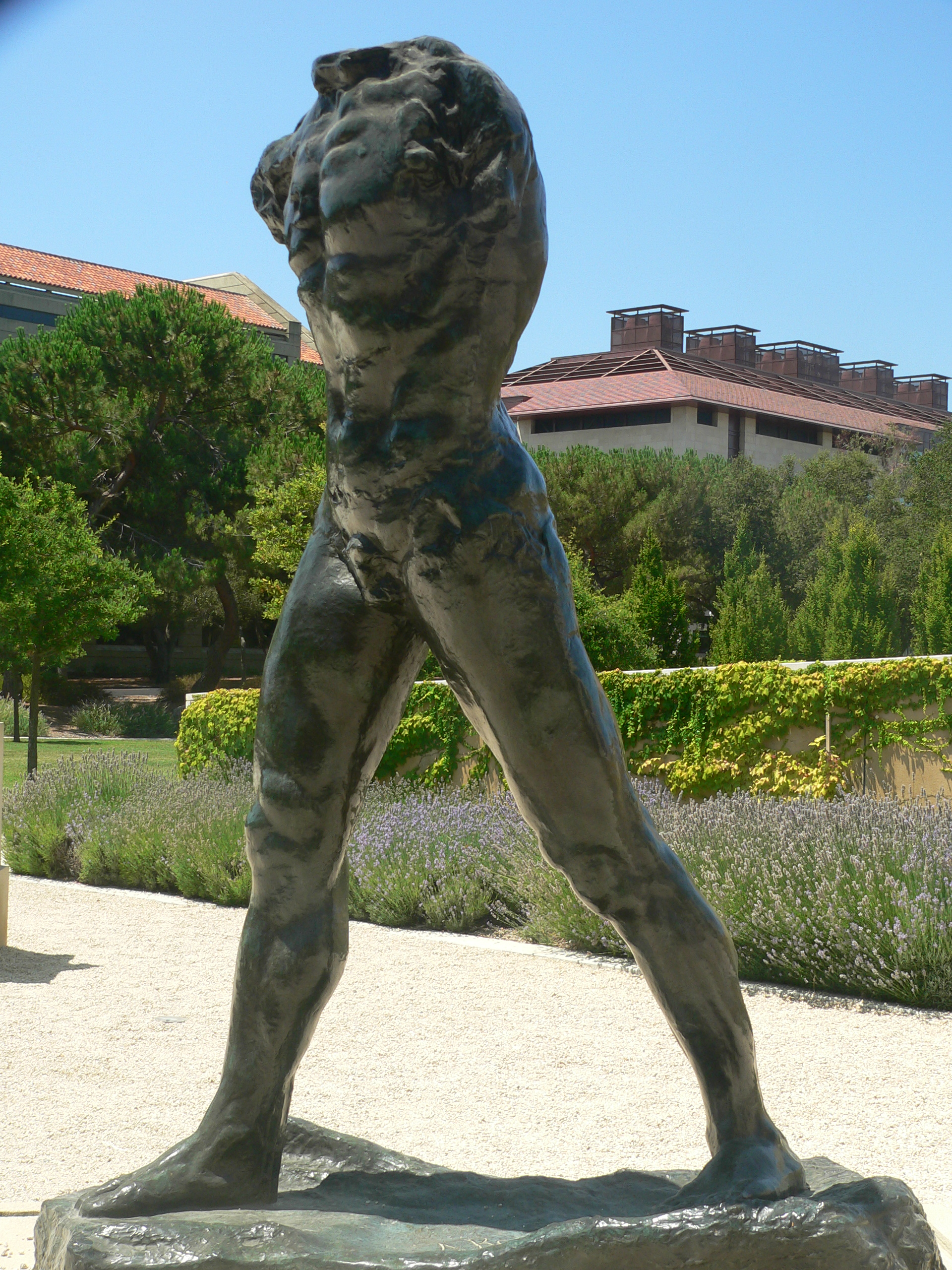
Ett "fragment": Den gående mannen

Rodin var naturalist, mindre angelägen om monumentalt uttryck än av karaktär och känsla. Fjärmande sig från traditionen, vände han sig bort från den grekiska antikens idealism, samt från den dekorativa skönheten i barocken och nybarocken. Hans skulpturer lyfte fram det enskilda och köttsligt påtagliga, och antydde stämningar genom detaljerade, texturerade ytor samt genom spelet mellan ljus och skugga. I högre grad än sina samtida trodde Rodin att den individuella karaktären avslöjades i personens yttre.
Rodins begåvning när det gällde att modellera ytan tillät honom att låta varje kroppsdel tala för helheten. Mannens lidelse i Tänkaren antyds av tårnas grepp runt klippan, stelheten i ryggen, och händernas olikhet.. När Rodin talade om Tänkaren belyste han sin estetik: "Vad som får min Tänkare att tänka är att han tänker inte bara med hjärnan, med sina rynkade ögonbryn, hans vidgade näsborrar och sammanpressade läppar, utan också med varenda muskel i armarna, ryggen och benen, samt med hans slutna nävar och greppande tår."
Skulpturfragment var för Rodin separata verk, och han uppfattade dem som kärnan av hans konstnärliga bokslut. Hans fragment - som kanske saknade armar, ben eller huvud - avlägsnade skulpturen ytterligare från dess hävdvunna roll att avbilda likheter och förde den till en ny ansats där form bildas för sin egen skull. Märkbara exempel är Den gående mannen, Meditation utan armar och Iris, Guds budbärare.
Rodin såg lidande och konflikt som källan till modern konst. "Ingenting, egentligen, är mer gripande än odjuret som drivits till vansinne, döende av en ouppfylld åtrå, bedjande förgäves efter nåden att bli svalkad från lidelsen." Charles Baudelaire upprepade samma tema och var en av Rodins favoritpoeter. Rodin uppskattade musik, särskilt operakompositören Gluck, och skrev en bok om franska katedraler. Han ägde ett verk av den ännu okände Van Gogh, och beundrade den bortglömde El Greco.

### Metod

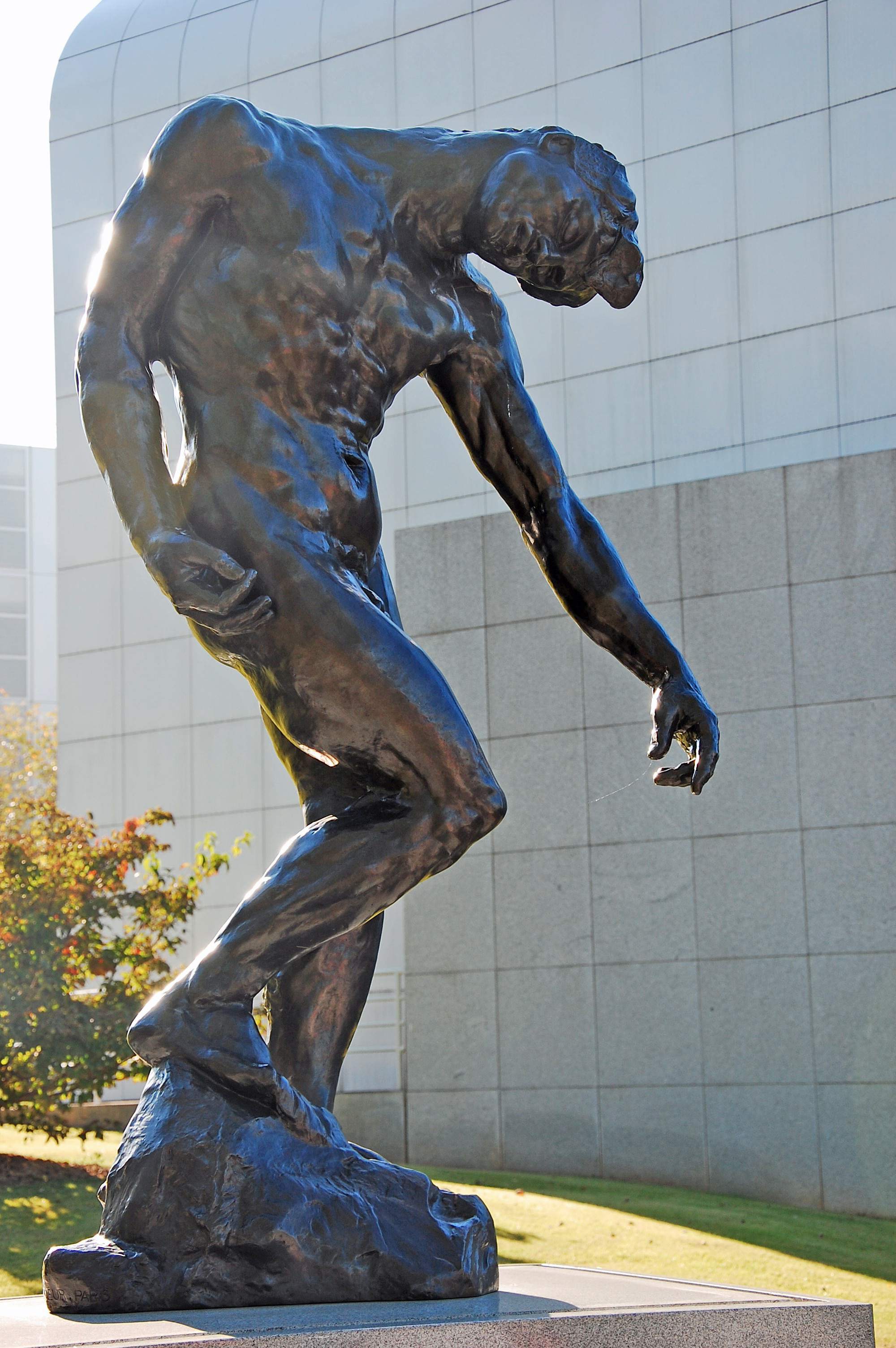
The Shade, High Museum of Art, Atlanta

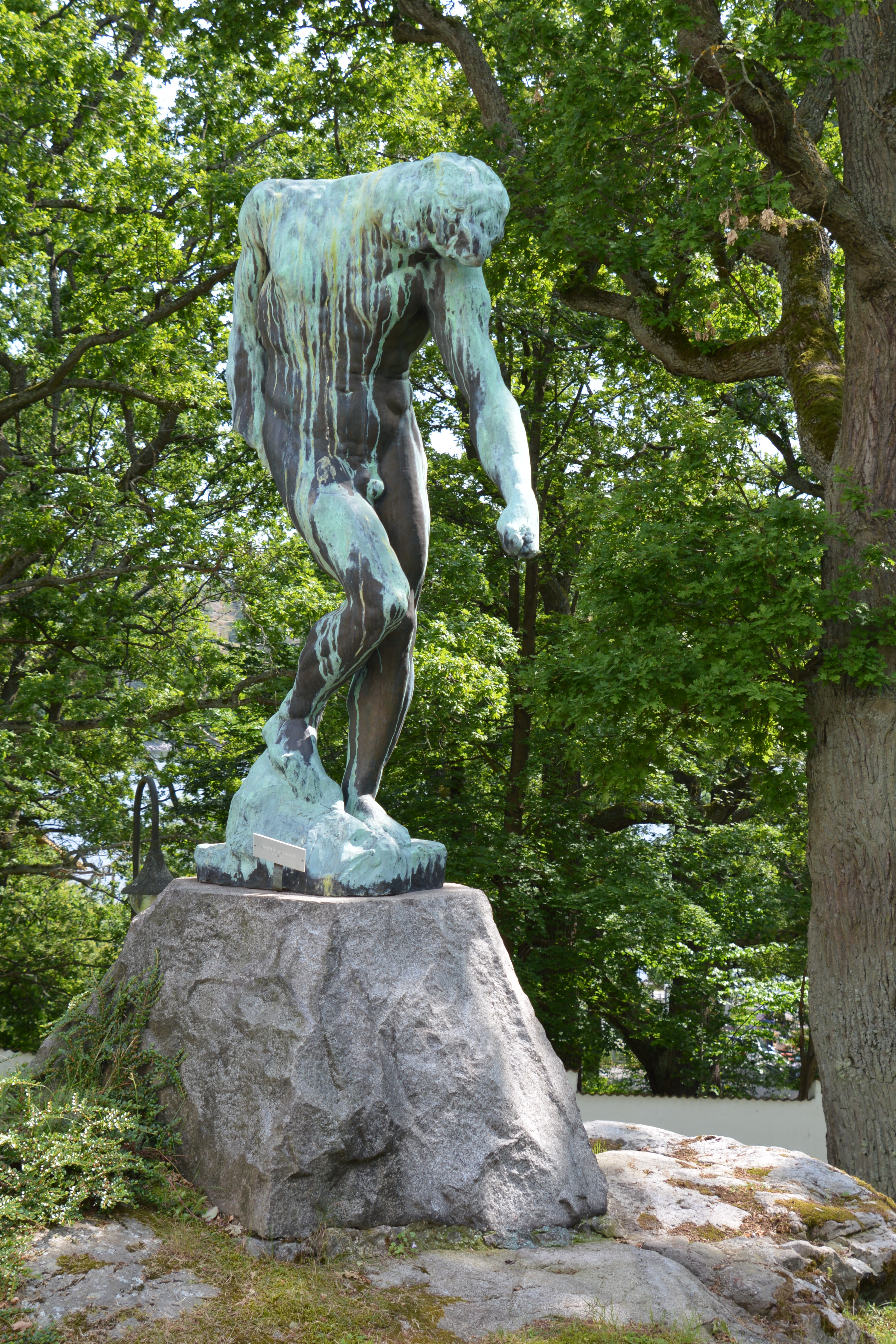
L'ombre i Thielska galleriets trädgård, Stockholm

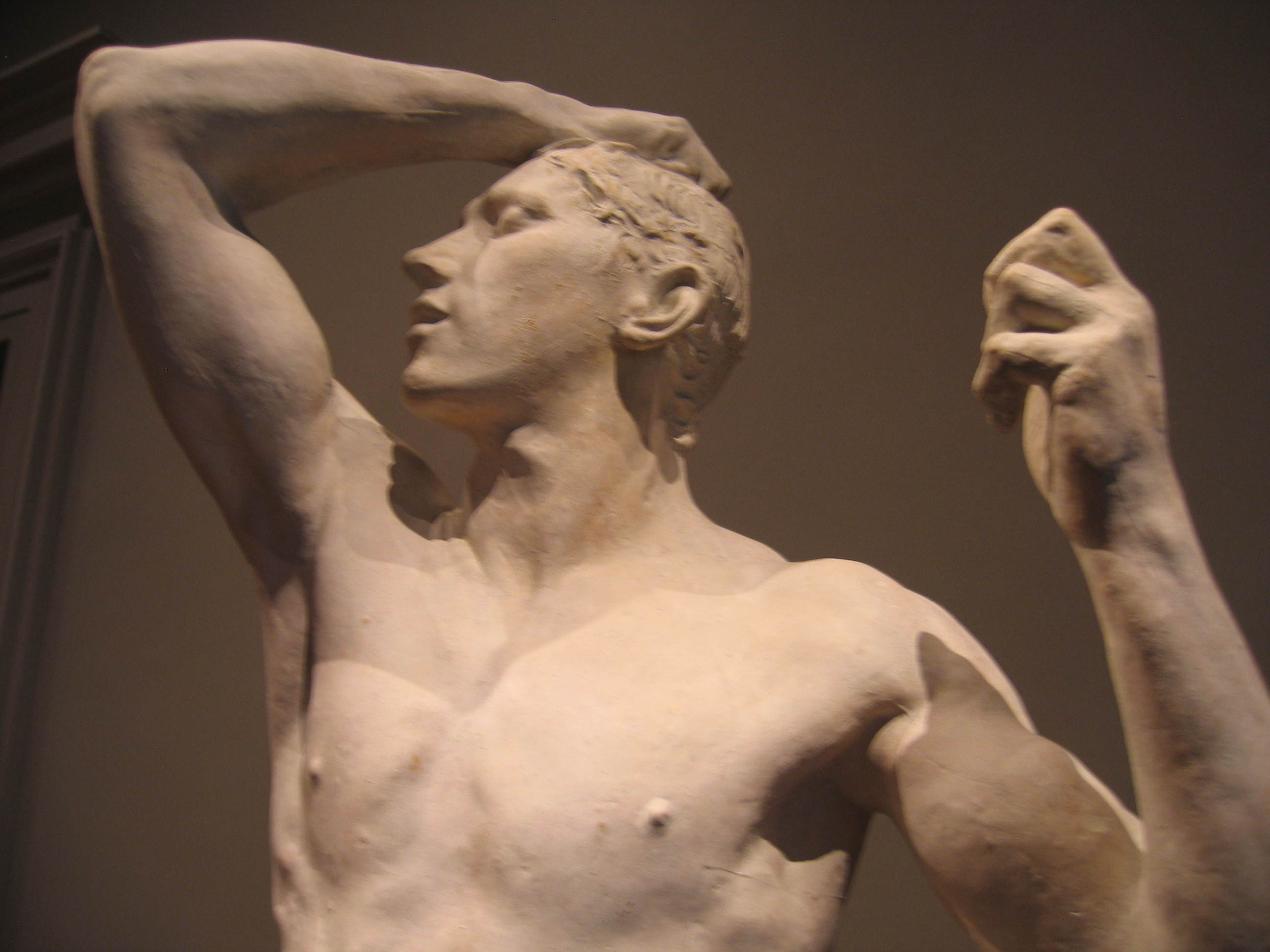
En gipsfigur av Bronsåldern

I stället för att försöka imitera konstakademiernas traditionella kroppsställningar, föredrog Rodin att låta sina modeller röra sig naturligt runt hans studio, deras nakenhet till trots. Skulptören gjorde ofta snabba skisser i lera som senare finjusterades, formades i gips, och göts i brons eller höggs ut i marmor. Rodins huvudarbete låg i bearbetningen i lera.
George Bernard Shaw satt för ett porträtt och beskrev sin syn på Rodins teknik: "Medan han arbetade uppnådde han en mängd mirakler. Vid slutet av den första kvarten, efter att ha fått en enkel idé om människoformen i en klump lera, skapade han med hjälp av tummen en byst som var så levande att jag kunde ha tagit den med mig för att hindra skulptören att arbeta ytterligare på den."
Shaw beskrev utvecklingen av sin byst under en månad, varunder den genomgick "alla faser av konstens evolution": först, ett bysantinskt mästerverk, sedan uppblandat med Bernini, och slutligen en elegant Houdon. "Rodins hand arbetade inte som andra skulptörers händer, utan som ett verk av Élan vital. Guds hand i skapelsen är hans egen hand."
Efter att ha slutfört arbetet i lera, anställde Rodin högt begåvade assistenter för att återskulpturera hans kompositioner i större format (så var det också med hans mer storskaliga verk som Tänkaren), för att slå hans lerkompositioner i gips eller brons och för att hugga ut marmor. Rodins nytänkande bestod i att kapitalisera på sådana flerstegsprocesser i 1800-talets skulptur och dess utgångspunkt i gipsutföranden.
Eftersom lera rasar samman snabbt om det inte hålls fuktigt eller bränns till terrakotta, använder skulptörer gipsutföranden i avsikt att säkra kompositionen från att förgöras i den flyktigare varianten i lera. Detta var en vanlig metod under Rodins samtid, och skulptörer visade sina gipsavgjutningar i hopp om att dessa skulle antas i något uppdrag för då att utföras i mera stabila material. Rodin tillverkade dock flera gipsavgjutningar och behandlade dem som råmaterial till skulpturen, återanvände delar av dem till nya kompositioner och med nya namn.
Allt eftersom Rodins teknik utvecklades fram emot 1890-talet, blev han mer och mer radikal i valet av fragmentation, kombinationer av figurer i olika skalor, och skapandet av nya kombinationer från tidigare verk. Ett framträdande exempel på detta är den vågade Den gående mannen (1899–1900), vilken uppvisades som hans större enmansshow 1900. Denna är bildad av två skulpturer från 1870-talet som Rodin hittade i sin studio - en trasig och skadad torso som fallit i glömska och de nedre extremiteterna från en mindre statyettversion av hans Johannes döparen predikar.
Utan att anpassa fästet mellan övre och nedre kropp, mellan torso och ben, skapade Rodin ett arbete som många av hans samtida skulptörer och de därefter har uppfattat som hans starkaste och mest enastående verk. Detta trots att verket består av två olika stilar, uttrycker två olika stämningar, och saknar varje försök att dölja den godtyckliga sammanfogningen av två delar. Det var friheten och kreativiteten med vilken Rodin använde denna teknik - vid sidan av hans aktivering av ytan genom spår av sin egen hand och med mer ett öppet sinne för kroppsställning, sensualitet och icke-realistisk yta - som markerade Rodins återskapande av den traditionella 1800-talsskulpturens tekniker till prototypen för den moderna skulpturen.

## Åren 1900–1917

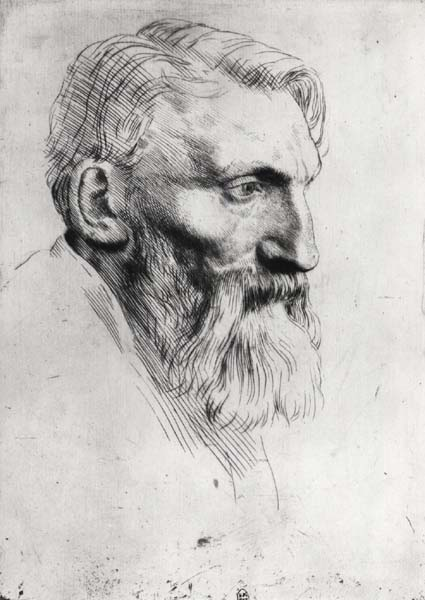
Ett porträtt av Rodin utfört av hans vän Alphonse Legros

Omkring år 1900 var Rodins konstnärliga rykte befäst. Vid Världsutställningen 1900 i Paris visades hans verk upp på en egen paviljong, och han mottog flera anbud av att utföra byster på internationellt framstående personer, medan hans assistenter i ateljén skapade duplikater av hans verk. Hans inkomster bara för beställda porträtt uppgick troligen till omkring 200 000 franc per år. Medan Rodins rykte växte tilldrog han sig flera beundrare, däribland den tyske poeten Rainer Maria Rilke, samt författarna Octave Mirbeau, Joris-Karl Huysmans, och Oscar Wilde.
Rilke bodde hos Rodin 1905 och 1906 och utförde kontorsarbete åt honom; han skulle senare skriva en beundrarbok om honom. I Rodins och Beurets enkla lantbostad i Meudon, som de köpte 1897, gästade personer som Edvard VII av Storbritannien, Isadora Duncan, och Wanda Landowska. Rodin flyttade till Paris 1908 och hyrde då huvudvåningen på Hôtel Biron. Han lämnade Beuret i Meudon och påbörjade ett förhållande med den amerikafödda hertiginnan de Choiseul.

### Amerika

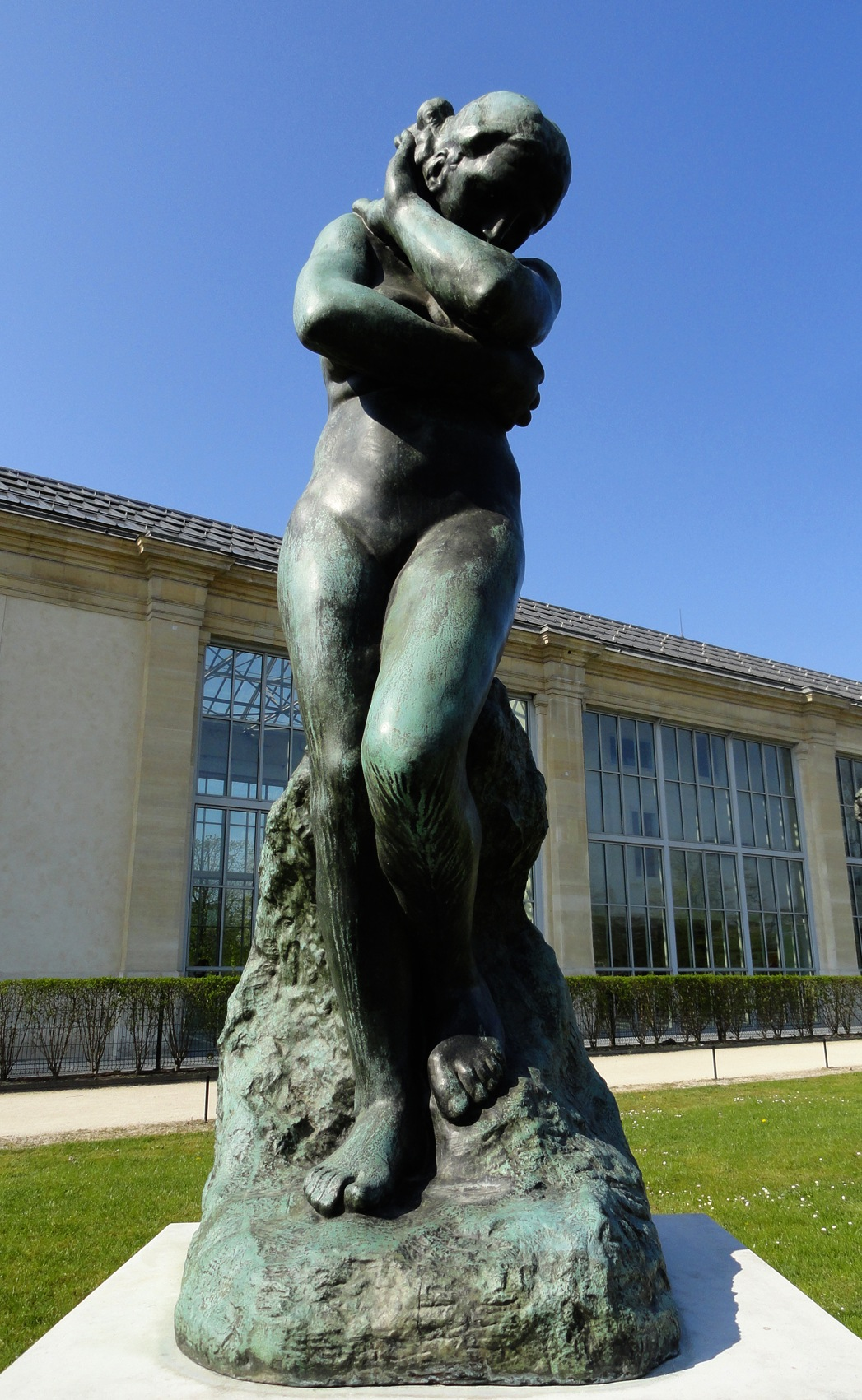
Auguste Rodin, 1881-ca.1899, Éve, brons, Jardin des Tuilleries, Paris

Fastän Rodin började accepteras i Frankrike omkring tiden för Borgarna i Calais, hade han ännu inte besegrat den amerikanska marknaden, och på grund av hans teknik och fräckheten i vissa av hans verk hade han inte lätt att sälja några arbeten till de amerikanska företagarna. Till sin lycka kom han att lära känna Sarah Tyson Hallowell (1846–1924), en museichef från Chicago som var på besök i Paris för att arrangera utställningar vid den stora Interstate Expositions under 1870- och 1880-talen. Hallowell var inte bara museichef utan också rådgivare som var anlitad av flera amerikanska samlare för investeringsförslag.
Nästa tillfälle för Rodin att vinna Amerika kom 1893 vid World's Columbian Exposition. Hallowell ville föra fram Rodins arbete och han föreslog en ensamutställning, vilket hon skrev till honom var beaucoup moins beau que l'original (helt omöjligt, i strid mot reglerna). I stället föreslog hon att han skulle skicka ett antal arbeten till den utställning om fransk konst som utlånats från amerikanska samlare, och hon lovade honom att uppge att de var en del av den amerikanska samlingen. Rodin sände över tre verk, Cupido och Psyke, Sfinx och Andromeda. Samtliga var nakenskulpturer, och de gav upphov till stor uppståndelse varför de slutligen gömdes bakom ett draperi. För att få se skulpturerna var besökarna tvungna att ge sitt uttryckliga samtycke.
Samtidigt visades Byst över Dalou och Borgarna i Calais i den officiella franska paviljongen vid utställningen, och där, någonstans på mitten mellan de verk som visades upp och de som doldes, uppmärksammades han. Verken han skickats till Hallowell fann dock inga köpare, men hon övertalade snart den kväkarfödde finansmannen Charles Yerkes (1837–1905) att uppta dem i sin samling och han beställde dem i marmor; Yerkes var troligen den förste amerikan att äga verk av Rodin.

### Storbritannien

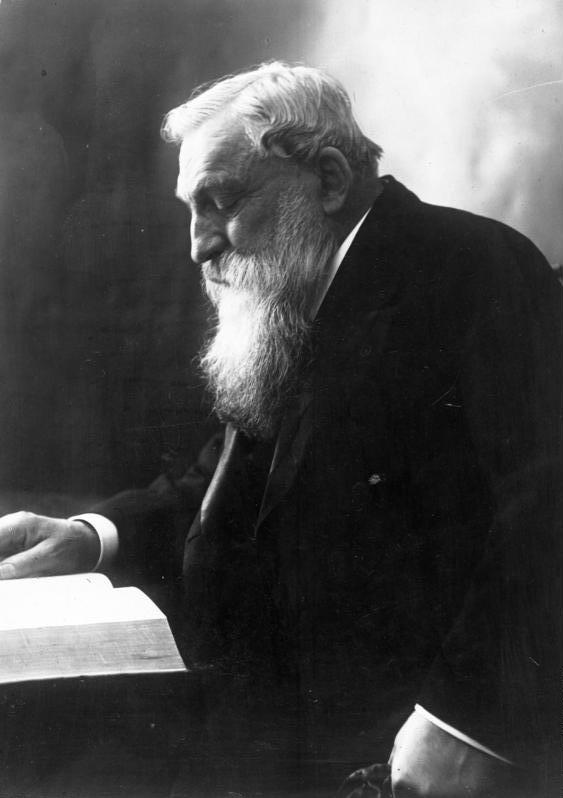
Rodin år 1914

Vid ingången till 1900-talet besökte Rodin regelbundet Storbritannien där han fick trogna följare omkring första världskriget. Han besökte England första gången 1881, där hans vän, konstnären Alphonse Legros, hade introducerat honom inför poeten William Ernest Henley. Med sina personliga kontakter och hänförelse av Rodins verk, var han ansvarig för Rodins mottagning i landet. (Rodin skulle senare återgälda tjänsten genom att skulptera en byst över Henley som användes som frontespis till Henleys samlade verk och, efter hans död, på hans monument i London.
Genom Henley mötte Rodin Robert Louis Stevenson och Robert Browning, i vilka han fann ytterligare stöd. Styrkt av entusiasmen inför hans verk hos de brittiska konstnärerna, studenterna och högreståndspersonerna, donerade Rodin en avsevärd del av sina arbeten till landet 1914.
Efter återupplivandet av Société Nationale des Beaux-Arts 1890, verkade Rodin som dess vicepresident. 1903 valdes Rodin till president för International Society of Painters, Sculptors, and Engravers. Han ersatte dess förre president James Abbott McNeill Whistler vid dennes död. Valet av Rodin till denna prestigefyllda position berodde mestadels på att Albert Ludovici, far till Anthony Ludovici, verkade för det.
Under sina sista kreativa år vände sig Rodins verk mer och mer mot den kvinnliga formen, och i tilltagande grad mot temata av mer uppenbart maskulint och feminint. Han koncentrerade sig på en liten dansstudie och skapade flertaliga erotiska teckningar, skissade med lös hand, utan att låta pennan lämna papperet eller släppa ögonen från modellen. Rodin mötte den amerikanska danserskan Isadora Duncan 1900, föresatte sig att förföra henne, och skissade de följande åren på studier av henne och av hennes studenter. I juli 1906 besöktes Rodin också av dansöser från Royal Ballet of Cambodia, och utförde några av sina mest kända teckningar från den erfarenheten.
Efter femtiotre års förhållande gifte sig Rodin och Rose Beuret den 29 januari 1917, och Beuret avled två veckor senare, den 16 februari. Rodin insjuknade samma år; i januari fick han influensa, och den 16 november förklarade hans läkare att "en lungkollaps gör honom mycket försvagad. Patientens tillstånd är mycket allvarligt." Rodin avled dagen därpå, 77 år, i sin villa i Meudon, Île-de-France, i utkanten av Paris.
Ett exemplar av Tänkaren placerades bredvid hans grav i Meudon: det var Rodins önskan att figuren skulle tjäna som hans gravsten och epitaf. 1923 publicerade Rodins sekreterare, Marcell Tirel, en bok som påstod att Rodins död berodde på kyla och på det faktum att Meudon inte var uppvärmt. Rodin hade begärt att få stanna på Hotel Biron, museum för hans arbete, men museidirektören vägrade låta honom vara kvar där.

## Eftermäle

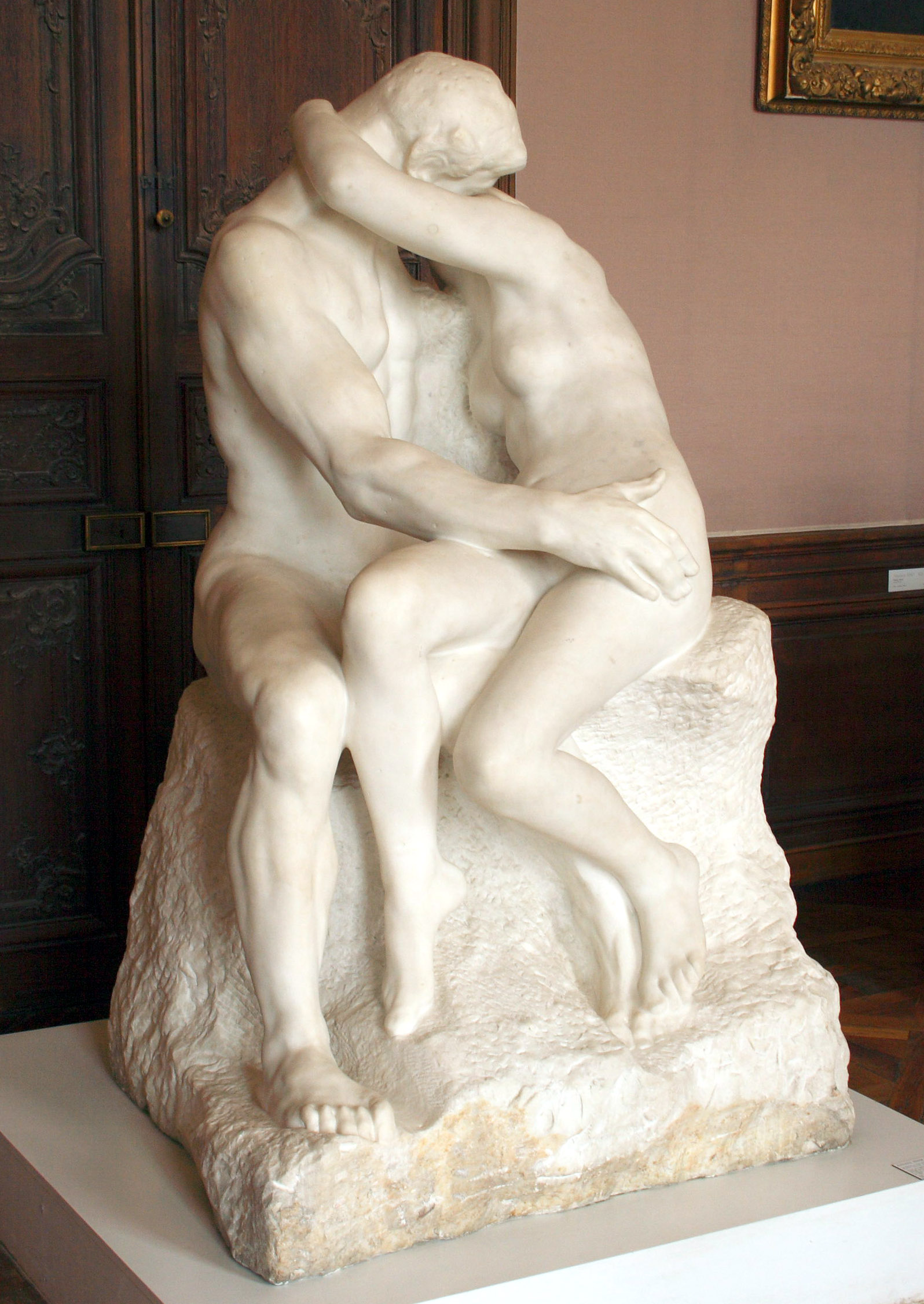
Kyssen, 1889

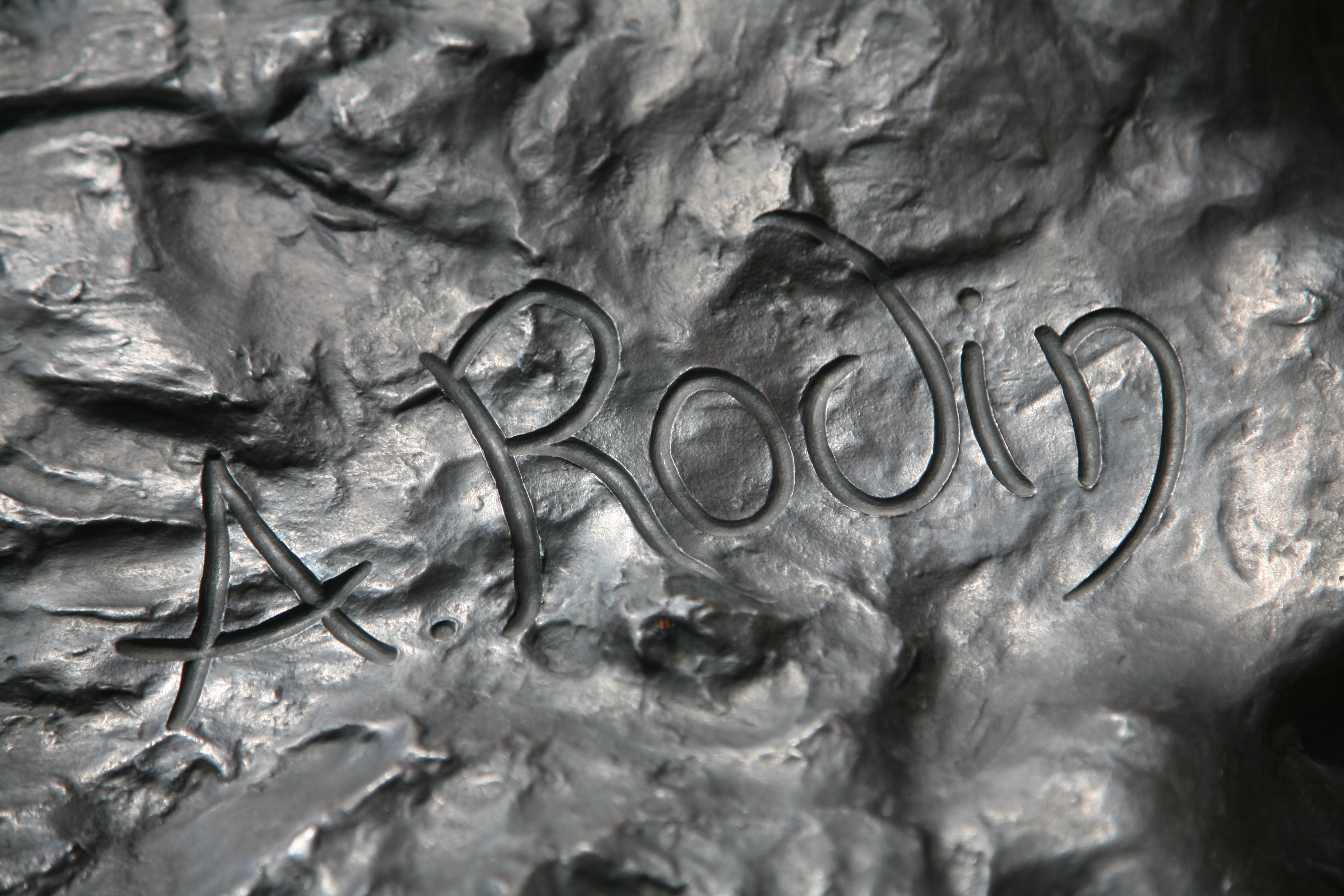
Rodins signatur på Tänkaren

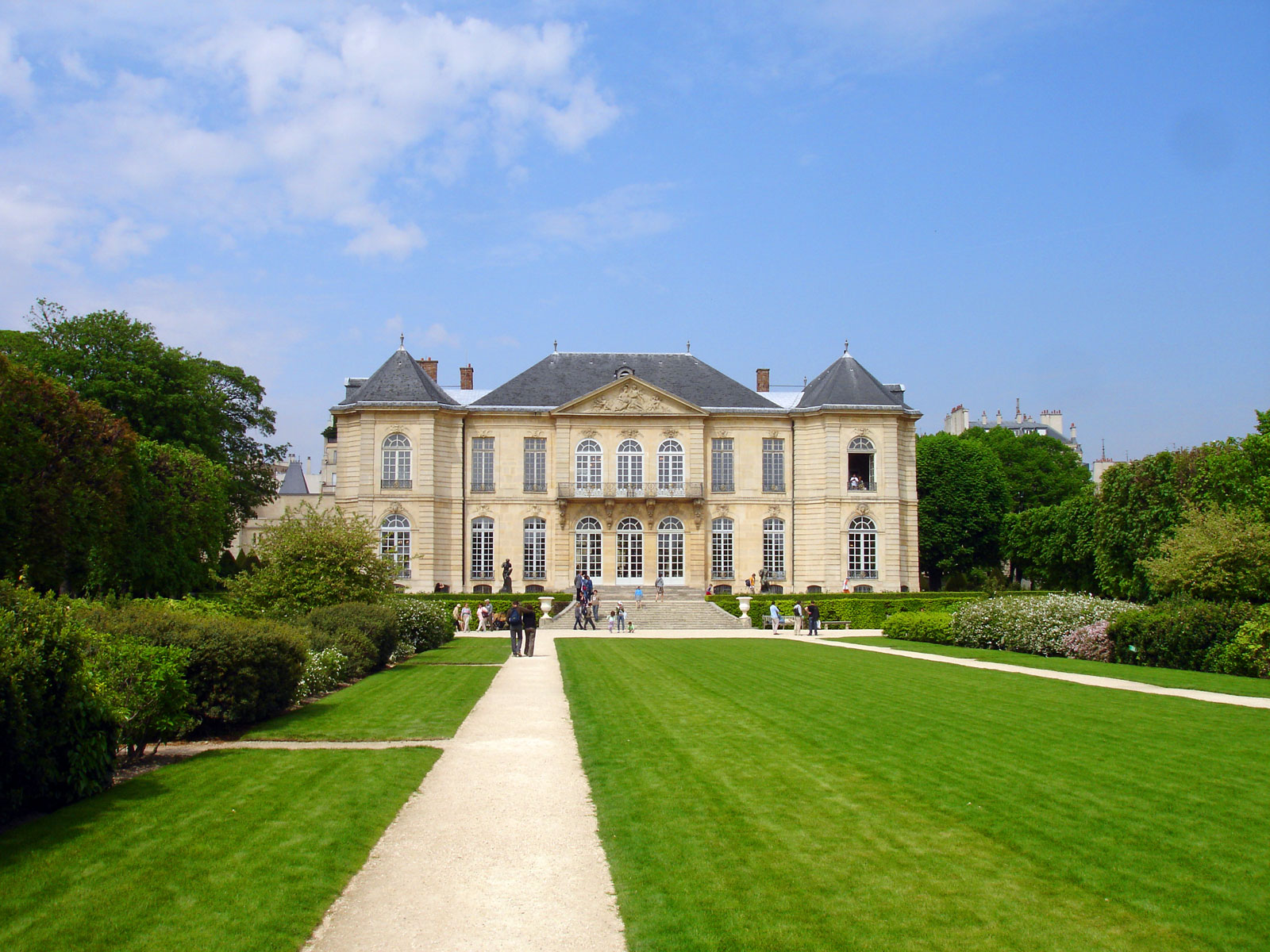
Förgrunden till Musée Rodin

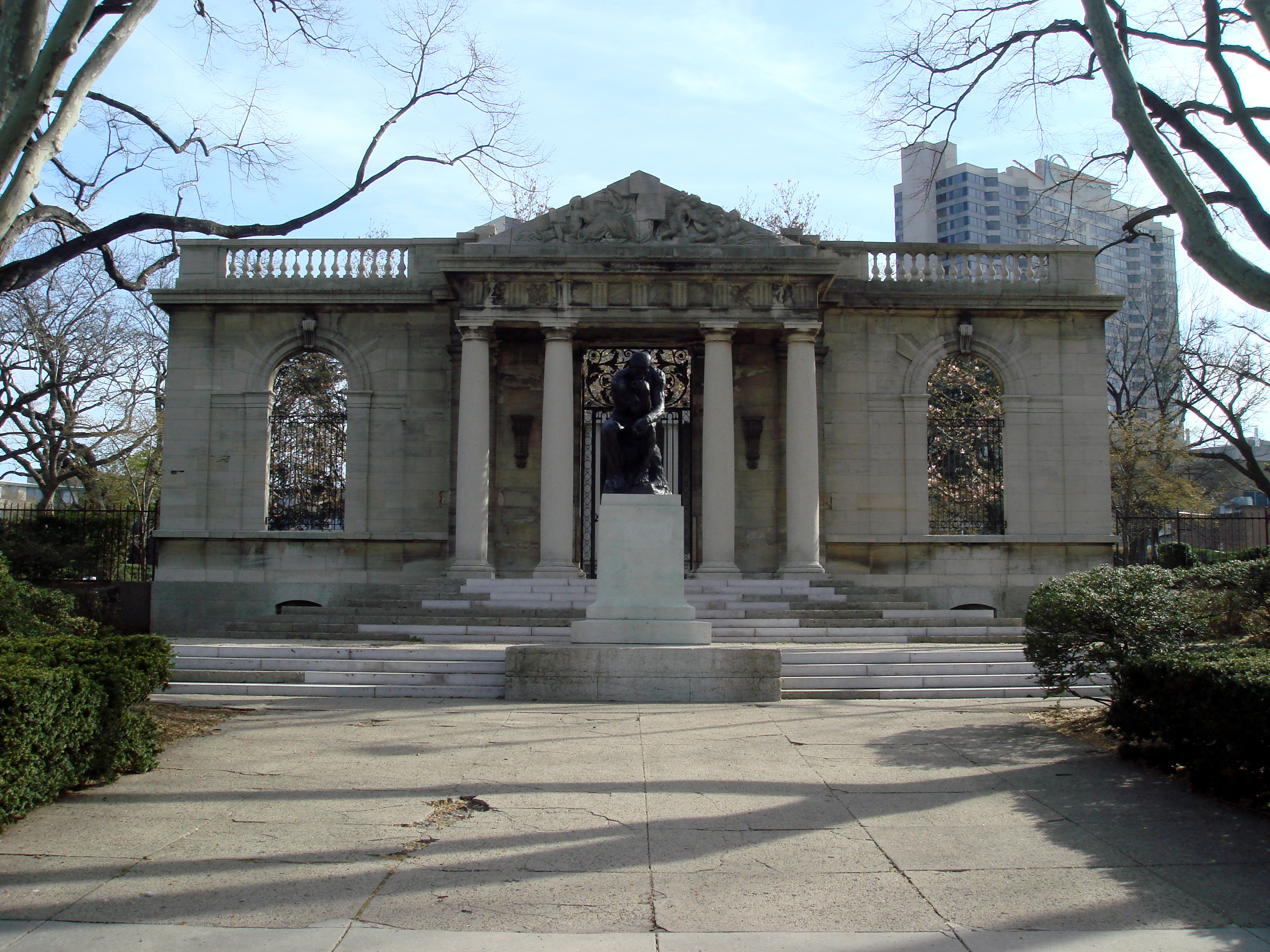
Rodin Museum, Philadelphia, Pennsylvania, USA

Rodin testamenterade sin studio och rätten att framställa exemplar från gipsfigurerna, till franska staten. Eftersom han uppmuntrade framställningen av nya exemplar av sina skulpturala verk, finns Rodin flerfaldigt representerad i offentliga och privata samlingar. Musée Rodin grundades 1916 och öppnade 1919 vid Hôtel Biron, där Rodin hade bott, och där finns den största samlingen av Rodins verk, med mer än 6000 skulpturer och 7000 verk på papper.
Eftersom det är förhållandevis enkelt att framställa kopior, finns också en avsevärd mängd förfalskningar: Rodin bedöms vara en av världens tio mest förfalskade konstnär. Under sin livstid kämpade Rodin mot förfalskningarna, detta så tidigt som 1901, och många fall av storskaliga, organiserade förfalskningar har avslöjats. En massiv förfalskning avslöjades av franska myndigheter under tidigt 1990-tal och ledde till att konsthandlaren Guy Hain dömdes.
För att handskas med svårigheterna med bronsreproduktion, har Frankrike fattat flera lagar sedan 1956 som begränsar reproduktion till tolv exemplar - det är det maximala antal som kan utföras från konstnärens gipsform och fortfarande betraktas som eget arbete. Som en följd av denna begränsning finns Borgarna i Calais till exempel i fjorton städer.
På marknaden för skulpturer, härjad av förfalskningar, värderas ett föremål mycket högt när äktheten kunnat säkerställas. Ett verk av Rodin med verifierad historia såldes 1999 för 4,8 miljoner amerikanska dollar, och bronsexemplar av Rodins Eve, grand model - version sans rocher såldes för 18,9 miljoner dollar vid en auktion på Christie's i New York 2008. Konstkritiker som är bekymrade över autenticiteten har hävdat att ett exemplar inte är samma sak som att reproducera en skulptur av Rodin - i synnerhet om man beaktar vikten av ytbehandlingen i Rodins arbete.
Under sin livstid jämfördes Rodin med Michelangelo, och var vitt erkänd som den störste konstnären under epoken. Under de första tre årtiondena efter hans död klingade hans popularitet av i takt med att de estetiska idealen förändrades. Sedan 1950-talet har Rodins anseende varit i återupptågande; han erkänns som den viktigaste skulptören under den moderna eran, och har varit föremål för många avhandlingar. Känslan av ofärdighet som några av hans skulpturer inger, såsom Den gående mannen, kom i tilltagande grad att mynna ut i de skulpturala formerna under 1900-talet.
Fastän högt ärad för sitt konstnärliga arbete, bildade inte Rodin någon skola av efterföljare. Hans märkbara studenter innefattar Antoine Bourdelle, Charles Despiau, Malvina Hoffman, och älskarinnan Camille Claudel, vilkas skulpturer åtnjöt hyllningar i Frankrike. Den franska orden Légion d'honneur utnämnde honom till kommendör, och han emottog ett hedersdoktorat från University of Oxford.
Rodin återinförde antikens skulptörroll - att fånga den fysiska och intellektuella kraften i människan - och han befriade skulpturen från upprepningar av traditionella mönster, säkerställde grunden för större uppfinningsrikedom under 1900-talet. Hans popularitet tillskrivs hans känsloladdade skildringar av vanliga män och kvinnor - till hans förmåga att se skönhet och patos i djuret människan. Hans mest populära verk, som Kyssen och Tänkaren, används långt utanför konstvärlden som symboler för mänskliga känslor och karaktärer.
Asteroiden 6258 Rodin är uppkallad efter honom.

## Representerad
Rodin är representerad vid bland annat Göteborgs konstmuseum, Nationalmuseum och Prins Eugens Waldemarsudde, Nasjonalmuseet, Ateneum, Statens Museum for Kunst, Metropolitan  Museum, Museum of Modern Art, Kunstmuseum Basel, National Gallery of Australia, Denver Art Museum, Museum Boijmans Van Beuningen, Pinakothek der Moderne, Auckland Art Gallery, Cleveland Museum of Art, Nelson-Atkins Museum of Art, National Gallery of Victoria, Art Institute of Chicago, Philadelphia Museum of Art, Smithsonian American Art Museum, San Francisco Museum of Modern Art, Minneapolis Institute of Art, Tate Modern, National Gallery of Art, Saint Louis Art Museum, Yale University Art Gallery, Museum of Fine Arts, Boston, J. Paul Getty Museum, Städel, Musée national des beaux-arts du Québec, Thyssen-Bornemisza National Museum och Österreichische Galerie Belvedere

## Utmärkelser
- Riddare av Hederslegionen,  31 december 1887[112]
- Officer av Hederslegionen,  19 januari 1892[112]
- Kommendör av Hederslegionen,  20 maj 1903[112]
- Hedersdoktor vid Jenas universitet,  1905[112]
- Hedersdoktor vid University of Glasgow,  1906[112]
- Hedersdoktor vid Oxfords universitet,  1907[112]
- Storofficer av Hederslegionen,  16 maj 1910[113]
- Leopoldorden

[Redigera Wikidata]

### Allmänna källor
- Crone, Rainer and Siegfried Salzmann, eds. (1992). Rodin: Eros and Creativity. Munich: Prestel. ISBN 3-7913-1809-8.
- Elsen, Albert E. (1963). Rodin. New York: The Museum of Modern Art.
- Getsy, David (2010). Rodin: Sex and the Making of Modern Sculpture. New Haven: Yale University Press. ISBN 0-300-16725-3.
- Hale, William Harlan (1973) [1969]. World of Rodin, 1840-1917 (Time-Life Library of Art). New York: Time-Life Books.
- Janson, H. W. (1986). History of Art (3rd). New York: Harry N. Abrams. ISBN 0-8109-1094-2.
- Jianou, Ionel & Goldscheider, C. (1967). Rodin. Paris: Arted, Editions d'Art.
- Lampert, Catherine (1986). Rodin: Sculpture and Drawings. New Haven: Yale University Press. ISBN 0-7287-0504-4.
- Le Normand-Romain, Antoinette (2007). The Bronzes of Rodin. Paris: Editions de la Réunion des Musées Nationaux.
- Morseburg, Jeffrey (2010). The Indefatigable Miss Hallowell. (Online Essay)Mall:Full
- Taillandier, Yvon (1977). Rodin. New York: Crown Trade Paperbacks. ISBN 0-517-88378-3.
- Tucker, William (1974). Early Modern Sculpture. New York: Oxford University Press. ISBN 0-19-519773-9.
- Weisberg, Gabriel (1987). The Documented Image, Visions in Art History. New York: Syracuse University Press. ISBN 978-0815624103.
- Rodin, Auguste (1984). Art: Conversations with Paul Gsell. Berkeley: University of California Press. ISBN 0-520-05887-9.
- Royal Academy of Arts (2006). Rodin. London: Royal Academy of Arts.